# Borsafüred
Borsafüred (románul: Complex turistic Borșa) üdülőhely Romániában, Máramaros megyében, Borsa közelében.

## Földrajz
Borsától 11 km-re kelet–délkeletre, a Visó folyó forrásvidékén, 860–900 m magasan található. Tőle keletre emelkedik a Borsai-hágó (más néven Priszlop-hágó).

## Történelem
Az 1890-es években Pollák Jehuda Meir kezdte meg Borsafüred üdülőhely kiépítését, az itt található ásványvízforráshoz kapcsolódóan.

### A síközpont kiépítése
A második bécsi döntés értelmében Borsafüred újra Magyarországhoz került. A Magyar Síszövetség olyan síközpontot tervezett, melyre alapozva az 1948-as vagy az 1952-es téli olimpia rendezését is megpályázták volna; ennek érdekében Déván István végigjárta Kárpátalját és Észak-Erdélyt, hogy alkalmas helyszínt keressen, és végül a Radnai-havasokban fekvől Borsafüredet találták alkalmasnak. A szövetség vezetője 1941. október 23-án tekintette meg a helyszínt, és ez alapján döntöttek a Magyar Nemzeti Téli Síközpont felépítéséről. Bár a térség lakossága nem volt magyar többségű, a fejlesztéseket pozitívan fogadta.

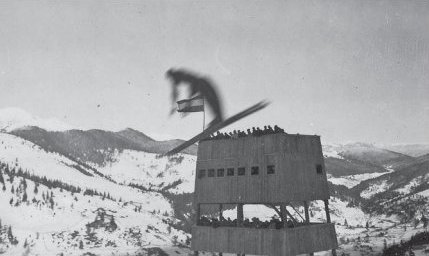
A borsafüredi síugrósánc átadása, 1944. február 20.

1941 decemberére építették ki az első, 830 és 1660 méteres magasság között fekvő (830 méter szintkülönbségű), 2840 m hosszú
sípályát, mely egy szakaszon erdőn át vezetett.
Már ugyanebben az évben elkészült a Magyar Országos Véderő Egyesület (MOVE) 60 férőhelyes Borsvezér menedékháza, melyben ma iskola működik. 1942. november 23-án adták át a panorámás Anikó menedékházat, mely a nevét a korszak legjobb sízőjéről, Iglóiné Eleőd Anikóról kapta. Ezt ugyanúgy Benedek Frigyes tervezte, mint a Hóvirág sportszállót, melynek 1943 áprilisában tették le az alapkövét. Az olimpiai falu központját képező, több mint száz szobás épület négy hasonló szálló egyike lett volna, melyek az összes sportolót befogadták volna. 1944-ben már csaknem elkészült, de befejezését megakadályozta, hogy odaért a front.
1943-ban elkezdték a síugrósánc kialakítását is, amit egyedülálló módon nem fémszerkezettel építettek, hanem a hegyoldalba vágták be. Létrehozásában szerepet vállalt Stanisław Marusarz világbajnoki ezüstérmes lengyel síugró, akit a magyarok mentettek meg a Gestapo üldözésétől. 1944. február 20-án már nemzetközi versenyt rendeztek rajta.

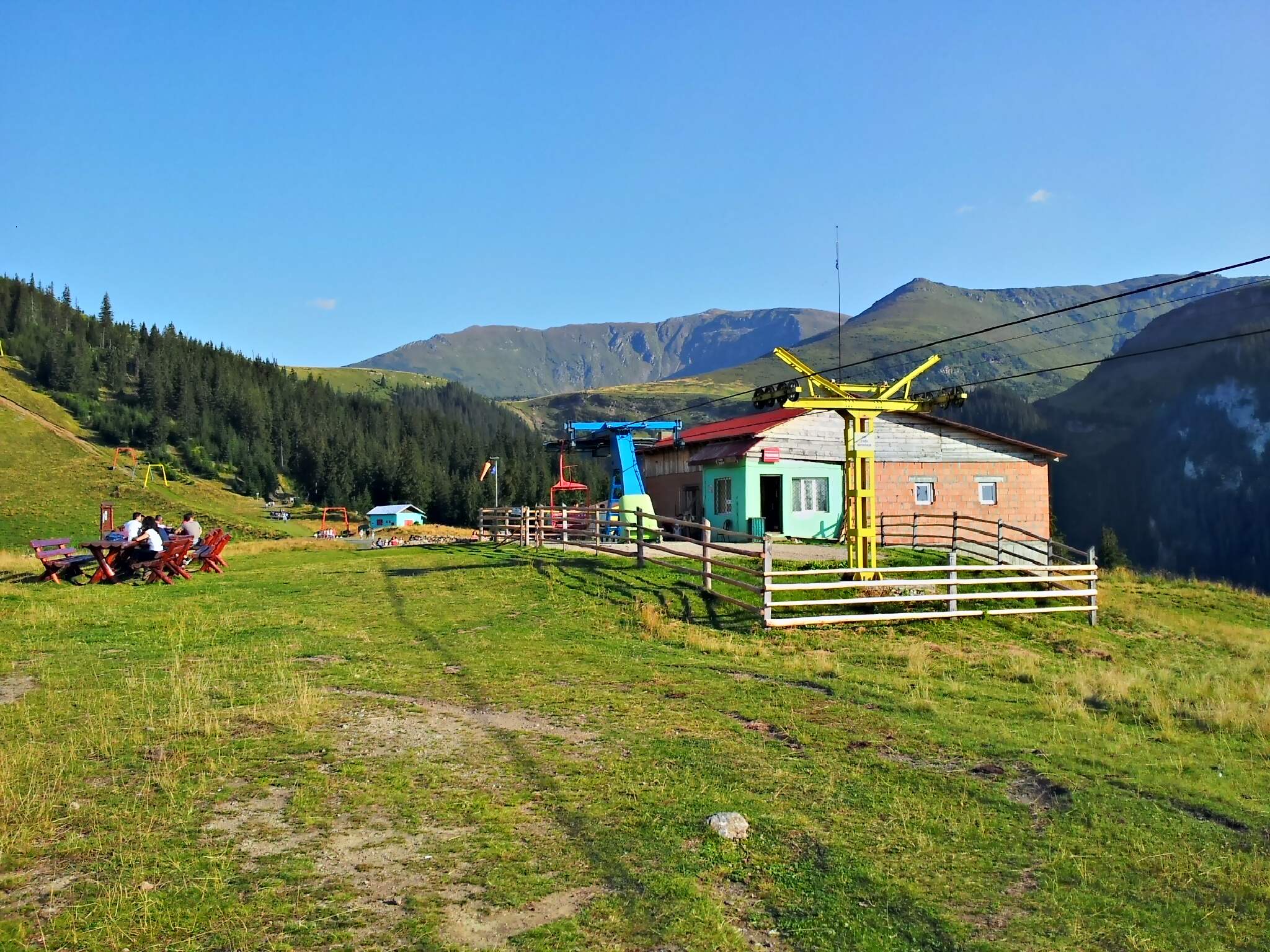
A régi felvonó 2015-ben

### Hanyatlás a háború után
A fejlesztéseket a második világháború derékba törte. Románia 1944. augusztus 23-i kiugrása után a szovjet hadsereg néhány nap alatt bevonult Erdélybe. Az Anikó menedékházat felgyújtották. A fejlesztéseket nem fejezték be. A Hóvirág sportszálló egy ideig rendeltetésszerűen működött, de elhanyagolták, ezért évtizedek alatt romos állapotba került. 1984-ben felmerült, hogy Kelet-Európában rendezzék a téli olimpiát, de Ceaușescu elutasította a romániai rendezést, mert nem látta esélyét annak, hogy román sportoló aranyérmet szerezzen.

### Az üdülőhely újraéledése
2021 decemberében elkészült egy új, nyolcszemélyes kabinos sífelvonót, mely 2650 méter hosszú és 1800 fő/óra kapacitású, és 7 perc alatt lehet vele feljutni a csúcsra.

## Sport
A 850 és 1635 méteres magasság között fekvő (785 méter szintkülönbségű) borsafüredi síterep 1 sílifttel és 2 (egy piros és egy kék), összesen 6,0 kilométer hosszú pályával várja a sportolni vágyókat. A 60 m széles, Olimpia nevű pálya modern létesítményekkel, gépészettel és kiszolgáló infrastruktúrával rendelkezik, és FIS versenyt is rendeztek már rajta. A szezon jellemzően november végétől március végéig tart.
A sípályákon kívül szánkózásra alkalmas pálya, valamint egy Európában egyedülálló, 50 méteres természetes síugrópálya is található. A néhány kilométerrel északabbra fekvő Borsabányán is található egy kisebb, 400 m hosszú pálya.